# Miocen
| Neogen 23 miljoner – 2,6 miljoner år före nutid | Neogen 23 miljoner – 2,6 miljoner år före nutid | Neogen 23 miljoner – 2,6 miljoner år före nutid | Neogen 23 miljoner – 2,6 miljoner år före nutid |
| Period (System)                                 | Epok (Serie)                                    | Ålder (Etage)                                   | Miljoner år sedan                               |
| ----------------------------------------------- | ----------------------------------------------- | ----------------------------------------------- | ----------------------------------------------- |
| Kvartär                                         | Pleistocen                                      | Gela                                            | senare                                          |
| Neogen                                          | Pliocen                                         | Piacenza                                        | 3,6–2,6                                         |
| Neogen                                          | Pliocen                                         | Zancle                                          | 5,3–3,6                                         |
| Neogen                                          | Miocen                                          | Messina                                         | 7,2–5,3                                         |
| Neogen                                          | Miocen                                          | Tortona                                         | 11,6–7,2                                        |
| Neogen                                          | Miocen                                          | Serravalle                                      | 13,8–11,6                                       |
| Neogen                                          | Miocen                                          | Langhe                                          | 16,0–13,8                                       |
| Neogen                                          | Miocen                                          | Burdigala                                       | 20,4–16,0                                       |
| Neogen                                          | Miocen                                          | Aquitaine                                       | 23,0–20,4                                       |
| Paleogen                                        | Oligocen                                        | Chatt                                           | tidigare                                        |

Miocen är inom geologin den äldsta epoken inom neogen, och varade för cirka 23–5,3 miljoner år sedan. 

## Namn
Miocen namngavs av Charles Lyell. Namnet kommer från de grekiska orden meion (färre) och ceno (ny) och betyder "färre nya" då miocen har 18% (färre än pliocen) av moderna blötdjur.

## Definition
GSSP för miocens undre gräns blev ratificerad 1996, och finns i byn Carrosio, norr om Genua i Italien, 35 meter från toppen av Lemme-Carrosioprofilen.
Miocens undre och övre gränser är daterade med hjälp av astronomiska cykler i sediment. Dess undre gräns sammanfaller med den undre gränsen för den magnetiska polaritetskronozonen C6Cn.2n, den tidigaste förekomsten av den planktoniska foraminiferen Paragloborotalia kugleri och nära punkten för utdöendet av det kalciumrika nannofossilet Reticulofenestra bisecta (base Zone NN1). 
Miocens övre gräns sammanfaller med den astrokronologiska åldern 7,251 miljoner år, den mellersta delen av den magnetiska polaritetskronozonen C3Br.1r och den första regelbundna förekomsten av den planktoniska foraminifergruppen Globorotalia conomiozea.

## Sverige under miocen
Det finns inga kända bergarter eller sediment från miocen i Sverige. Det beror på att Sverige under denna tid låg över havsnivån. 

## Klimatet under miocen
Klimatet förblev relativt varm även om den gradvisa, globala nedkylningen som så småningom ledde till att istiderna under pleistocen fortsatte.
Även om den långsiktiga trenden var nedkylning, så finns det belägg för en varmare period under miocen, då det globala klimatet liknade det under oligocen. Denna varmare period under miocen började för 21 miljoner år sedan och fortsatte tills för 14 miljoner år sedan, då den globala temperaturen föll drastiskt. För 8 miljoner år sedan föll återigen temperaturen drastiskt, och istäcket på Antarktis närmade sig sin nuvarande storlek och tjocklek. Stora glaciärer kan ha utvecklats på Grönland så tidigt som för 7-8 miljoner år sedan, även om klimatet mestadels förblev varmt nog för skog att växa där en bra bit in i pliocen.

## Miocensk paleogeografi
Kontinenterna fortsatte att vandra mot sina nuvarande lägen. Av de moderna geologiska särdragen, så var det enbart landbron mellan Nordamerika och Sydamerika som saknades.
I västra Nordamerika och Europa bildades bergskedjor. Både kontinentala och marina avlagringar från miocen är vanliga över hela jorden, med marina formationer vanligt förekommande i närheten av dagens kustlinjer. Indien fortsatte sin kollision med Asien och skapade därmed fler bergskedjor.
Förändrade tektoniska omständigheter ledde till ett kraftigt uplyft av Anderna under Miocen.

## Miocens växtliv
Grässlätterna expanderade kraftigt då skogarna dukade under för det svalare och torrare klimatet. Det uppstod också en stor mängd nya gräsarter och detta ledde till en ökning av biodiversiteten hos de stora gräsätarna, däribland idisslarna (som boskap och rådjur tillhör).

## Miocens djurliv
Både landlevande och havslevande djurliv var tämligen modernt, med det fanns färre havslevande däggdjur. 

### Däggdjur
Däggdjursfaunan påminde också om dagens, med igenkännbara vargar, tvättbjörnar, hästar, bäver, rådjur, kameler och valar.

### Fåglar
Igenkännbara kråkor, ankor, alkor, skogshöns och ugglor dyker upp under miocen. Mot slutet av epoken så tros nästan alla moderna familjer finnas representerade; de få fågelfossil från efter miocen som inte kan inplaceras i utvecklingsträdet är helt enkelt för dåligt bevarade. Havsfåglar når sin största diversitet någonsin under denna epok.

## Haven under miocen
Haven fortsätter att kylas av, och brunalger gynnas av detta. De i sin tur blir föda för nya havslevande arter, uttrar, fiskar och olika sorter av ryggradslösa djur.

## Epoken i jordens kronologi
| Geokronologi                  | Geokronologi                  | Geokronologi                  | Geokronologi                   |
| Denna tabell: visa • redigera | Denna tabell: visa • redigera | Denna tabell: visa • redigera | Denna tabell: visa • redigera  |
| Eon                           | Era                           | Period                        | Epok                           |
| ----------------------------- | ----------------------------- | ----------------------------- | ------------------------------ |
| Fanerozoikum                  | Kenozoikum                    | Kvartär                       | Holocen (0,01–0)               |
| Fanerozoikum                  | Kenozoikum                    | Kvartär                       | Pleistocen (2,59–0,01)         |
| Fanerozoikum                  | Kenozoikum                    | Neogen                        | Pliocen (5–2,6)                |
| Fanerozoikum                  | Kenozoikum                    | Neogen                        | Miocen (23–5)                  |
| Fanerozoikum                  | Kenozoikum                    | Paleogen                      | Oligocen (35–23)               |
| Fanerozoikum                  | Kenozoikum                    | Paleogen                      | Eocen (57–35)                  |
| Fanerozoikum                  | Kenozoikum                    | Paleogen                      | Paleocen (65–57)               |
| Fanerozoikum                  | Mesozoikum                    | Krita                         | Yngre krita (100–65)           |
| Fanerozoikum                  | Mesozoikum                    | Krita                         | Äldre krita (146–100)          |
| Fanerozoikum                  | Mesozoikum                    | Jura                          | Yngre jura (161–146)           |
| Fanerozoikum                  | Mesozoikum                    | Jura                          | Mellersta jura (176–161)       |
| Fanerozoikum                  | Mesozoikum                    | Jura                          | Äldre jura (200–176)           |
| Fanerozoikum                  | Mesozoikum                    | Trias                         | Yngre trias (228–200)          |
| Fanerozoikum                  | Mesozoikum                    | Trias                         | Mellersta trias (245–228)      |
| Fanerozoikum                  | Mesozoikum                    | Trias                         | Äldre trias (251–245)          |
| Fanerozoikum                  | Paleozoikum                   | Perm                          | Loping (260–251)               |
| Fanerozoikum                  | Paleozoikum                   | Perm                          | Guadalupe (271–260)            |
| Fanerozoikum                  | Paleozoikum                   | Perm                          | Cisural (299–271)              |
| Fanerozoikum                  | Paleozoikum                   | Karbon                        | Pennsylvania (318–299)         |
| Fanerozoikum                  | Paleozoikum                   | Karbon                        | Mississippi (359–318)          |
| Fanerozoikum                  | Paleozoikum                   | Devon                         | Yngre devon (385–359)          |
| Fanerozoikum                  | Paleozoikum                   | Devon                         | Mellersta devon (398–385)      |
| Fanerozoikum                  | Paleozoikum                   | Devon                         | Äldre devon (416–398)          |
| Fanerozoikum                  | Paleozoikum                   | Silur                         | Pridoli (419–416)              |
| Fanerozoikum                  | Paleozoikum                   | Silur                         | Ludlow (423–419)               |
| Fanerozoikum                  | Paleozoikum                   | Silur                         | Wenlock (428–423)              |
| Fanerozoikum                  | Paleozoikum                   | Silur                         | Llandovery (444–428)           |
| Fanerozoikum                  | Paleozoikum                   | Ordovicium                    | Yngre ordovicium (461–444)     |
| Fanerozoikum                  | Paleozoikum                   | Ordovicium                    | Mellersta ordovicium (472–461) |
| Fanerozoikum                  | Paleozoikum                   | Ordovicium                    | Äldre ordovicium (488–472)     |
| Fanerozoikum                  | Paleozoikum                   | Kambrium                      | Furong (497–485)               |
| Fanerozoikum                  | Paleozoikum                   | Kambrium                      | Miaoling (509–497)             |
| Fanerozoikum                  | Paleozoikum                   | Kambrium                      | Kambriums serie 2 (521–509)    |
| Fanerozoikum                  | Paleozoikum                   | Kambrium                      | Terreneuve (541–521)           |
| Proterozoikum                 | Neoproterozoikum              | Ediacara                      |                                |
| Proterozoikum                 | Neoproterozoikum              | Kryogenium                    |                                |
| Proterozoikum                 | Neoproterozoikum              | Tonium                        |                                |
| Proterozoikum                 | Mesoproterozoikum             | Stenium                       |                                |
| Proterozoikum                 | Mesoproterozoikum             | Ecstasium                     |                                |
| Proterozoikum                 | Mesoproterozoikum             | Kalymmium                     |                                |
| Proterozoikum                 | Paleoproterozoikum            | Staterium                     |                                |
| Proterozoikum                 | Paleoproterozoikum            | Orosirium                     |                                |
| Proterozoikum                 | Paleoproterozoikum            | Ryacium                       |                                |
| Proterozoikum                 | Paleoproterozoikum            | Siderium                      |                                |
| Arkeikum                      | Neoarkeikum                   |                               |                                |
| Arkeikum                      | Mesoarkeikum                  |                               |                                |
| Arkeikum                      | Paleoarkeikum                 |                               |                                |
| Arkeikum                      | Eoarkeikum                    |                               |                                |
| Hadeikum                      |                               |                               |                                |

Teckenförklaring: Tidsintervallet inom parenteser representerar miljoner år sedan då epoken varade.